# Gotthard (hudební skupina)
Gotthard je švýcarská hard rocková kapela, kterou založili Steve Lee a Leo Leoni. Steve zemřel při nehodě, kdy kamion srazil zaparkované motocykly, které se rozletěly a trefily jej. Novým zpěvákem se stal Nic Maeder. Stevovi je věnována píseň Where Are You? z alba Firebirth.
Prodali přes 2 miliony alb (z toho 1 milion ve Švýcarsku, které má pouhých 7,5 milionů obyvatel), dosáhli multiplatinového ocenění v různých koutech světa. Ve své zemi jde o nejúspěšnější rockovou kapelu, pokud však vezmeme v potaz mezinárodní prodejnost jejich alb, stále zaostávají za kapelou Krokus.

## Diskografie

### Studiová alba
- Gotthard (1992)
- Dial Hard (1994)
- G. (1996)
- Open (1999)
- Homerun (2001)
- Human Zoo (2003)
- Lipservice (2005)
- Domino Effect (2007)
- Need to Believe (2009)
- Firebirth (2012)
- Bang! (2014)
- Silver (2017)

### Živé nahrávky
- The Hamburg Tapes (1996)
- D frosted (1997)
- Made In Switzerland (Live Album) (2006)
- Homegrown alive in Lugano (2010)
- Defrosted 2 (2018)

### Kompilace
- One Life One Soul (Best Of Ballads) (2002)
- One Team One Spirit (Best of Album) (2004)
- Metallic Emotions (CD and DVD) – obsahuje píseň "The Call" a videoklip "Lift 'U' Up" Nuclear Blast (2007)

## Členové

### Současní
- Nic Maeder – zpěv, kytara (2011–)
- Leo Leoni – kytara (1992–)
- Freddy Scherer – kytara (1996–)
- Marc Lynn – basová kytara (1992–)
- Hena Habegger – bicí (1992–)

### Bývalí
- Steve Lee – zpěv (1992–2010), zemřel 5. října 2010
- Mandy Meyer – kytara (1996–2004)

## Vlivy
Mezi kapely, které ovlivnily tvorbu Gotthard, patří Led Zeppelin, AC/DC, Whitesnake, Deep Purple, Bon Jovi, Van Halen a Aerosmith. Zpěvák Steve Lee má obzvlášť v oblibě Whitesnake a stylem zpěvu vychází z techniky Davida Coverdalea.
Gotthard také hráli naživo píseň "Immigrant Song" (z repertoáru Led Zeppelin), která se objevila exkluzivně na CD časopisu Classic Rock (rockový magazín, dlouhodobě vycházející ve Velké Británii). Živě odehráli také píseň "Hush" (Deep Purple), která se nachází na albu Made In Switzerland.
Nazpívali také coververze písní Boba Dylana, The Hollies a The Move.